# Келлін Акоста
Келлін Акоста (англ. Kellyn Acosta, нар. 24 липня 1995, Плейно) — американський футболіст, півзахисник клубу «Лос-Анджелес» та національної збірної США.

## Клубна кар'єра
Вихованець клубу «Даллас». 4 серпня 2013 року в матчі проти «Сіетл Саундерз» він дебютував у MLS. 19 липня 2015 року в поєдинку проти «Ді Сі Юнайтед» Келлін забив свій перший гол за «Даллас». 2016 року виграв з командою Supporters' Shield та Відкритий кубок США

## Виступи за збірні
Батько Акости народився в Японії, тому і мав право виступати як за збірну Японії, так і США, проте на усіх вікових рівнях представляв саме американську збірну.
На початку 2011 року Келлін став переможцем юнацького чемпіонату КОНКАКАФ в Ямайці. На турнірі він зіграв у матчах проти команд Куби, Панами і Сальвадору. Влітку того ж року Акоста у складі юнацької збірної США виступав на юнацькому чемпіонаті світу у Мексиці. На турнірі він взяв участь в матчах проти Чехії, Узбекистану, Німеччини та Нової Зеландії.
У 2013 році він у складі молодіжної збірної США взяв участь у молодіжному чемпіонаті світу у Туреччині. На турнірі він був наймолодшим членом збірної США і на поле так і не вийшов.
У 2015 році Келлін був включений в заявку на участь у молодіжному чемпіонаті КОНКАКАФ на Ямайці. На турнірі він зіграв у матчах проти молодіжних команд Гватемали та Панами.
У тому ж році в складі молодіжної збірної Акоста взяв участь у молодіжному чемпіонаті світу у Новій Зеландії. На турнірі він зіграв у матчах проти збірних Нової Зеландії, М'янми, Колумбії та Сербії.
31 січня 2016 року в товариському матчі проти збірної Ірландії Акоста дебютував у складі національної збірної США.
У наступному році в складі збірної був учасником розіграшу Золотого кубка КОНКАКАФ 2017 року у США.
Наразі провів у формі головної команди країни 11 матчів, забивши 1 гол.

## Досягнення
- Чемпіон КОНКАКАФ (U-17): 2011
- Володар Золотого кубка КОНКАКАФ (2): 2017, 2021
- Переможець Ліги націй КОНКАКАФ: 2021
- Володар Supporters' Shield (1): 2016
- Відкритий кубок США (1): 2016
- Переможець Західної конференції у Регулярному сезоні (2): 2015, 2016